# معبد کاشی‌هارا
معبد کاشی‌هارا (به ژاپنی: 橿原神宮, Kashihara Jingū) یک معبد شینتویی در کاشیهارا، نارا در استان نارا در ژاپن است.